# Polyphia
Polyphia je primárně instrumentální progresivně rocková kapela, založena ve městě Plano v Texasu v roce 2010. Do sestavy kapely patří kytaristi Tim Henson a Scott LePage, baskytarista Clay Gober a bubeník Clay Aeschliman.
Polyphia je známá propojením virtuózních kytarových částí s dalšími hudebními styly. Zpočátku hrála více metalový styl, v pozdější tvorbě začleňovala větší podíl progresivního rocku, s kombinací elektrické hudby a hiphopu. Kapela vydala 4 alba (chronologicky: Muse, Renaissance, New Levels New Devils, Remember That You Will Die), 2 EP (Inspire, The Most Hated) a 11 singlů. Jejich čtrvté album Remember That You Willl Die, vydané v říjnu 2022, se umístilo na 33. místě v Billboard 200, na albu se podíleli umělci jako Sophia Black, Brasstracks, Snot, Chino Moreno.